# Керр, Каллум
Эндрю Каллум Керр (англ. Andrew Callum Kerr; род. 11 мая 1994, Массельбург, Шотландия) — шотландский актёр, модель и кантри-музыкант. Наибольшую известность получил благодаря ролям в телесериалах «Холлиокс» (2020—2021) и «Монарх» (2022). В 2024 году был утверждён на роль Смокера в киноадаптации манги «Ван-Пис».

## Биография
Родился в шотландском городе Массельбург, близ Эдинбурга.
Во время учёбы в школе Керр присоединился к Национальному молодёжному театру Шотландии, а в возрасте 15 лет прошёл прослушивание в подростковую драму «Молокососы». В течение 6 месяцев играл в регби в Национальной молодёжной лиге. Впоследствии поступил в университет, став специалистом по финансовому делу, и работал клерком в юридической фирме. Однако, в итоге решил переехать в Лондон, чтобы изучать актёрское мастерство в театральной школе.

### Карьера
В 2017 году Керр начал работать моделью, сотрудничая с Jaguar, Adidas, Qatar Airways, Specsavers и HisColumn. В том же году он появился в клипе Робби Уильямса на песню «Mixed Signals», а также эпизодах телесериалов «Врачи» и «Диванные детективы». В 2019 году исполнил роль Дункана в телеадаптации ромкома «Четыре свадьбы и одни похороны», а также поучаствовал в съёмках сериала «Злоключения за границей» и ситкома «Зомбот!».
В 2020 году Керр получил роль констебля Джорджа Кисса в мыльной опере «Холлиокс». Покинул проект в апреле 2021 года, после того как его персонаж был убит.
В 2022 году сыграл Кристофера Фоксворта в «Цветах на чердаке: Начало», приквеле мини-сериала «Lifetime», основанном на романе «Сад теней», и Уэйда Стеллингса в музыкальной драме «Монарх» на канале Fox. Керр также был задействован в пилотной серии «Истории искателя удовольствий» (по роману Ричарда Мейсона) вместе с Карлой Вудкок, однако в полноценный сериал проект не перерос.
В 2023 году Керр (после сериала «Монарх») начал музыкальную карьеру, в течение шести месяцев выступая на различных кантри-площадках Нэшвилла и выпустив дебютный сингл «Tequila Therapy».
В 2024 году получил роль Смокера во втором сезоне сериала «Ван-Пис», экранизации одноимённой манги, и в третьем сезоне фэнтезийного сериала «Колесо времени».

## Личная жизнь
С 2021 по 2022 год Керр был помолвлен с Оливией Андерсон, с которой познакомился в 2016 году. В июле 2023 года он объявил, что его новая девушка, Лорен Стейси, ждёт ребёнка. Их дочь родилась в декабре 2023 года.

## Фильмография
| Год       |     | Русское название               | Оригинальное название            | Роль                                              |
| --------- | --- | ------------------------------ | -------------------------------- | ------------------------------------------------- |
| 2017      | кор | Нарцисс                        | Narcissus                        | Нарцисс                                           |
| 2017      | кор | Они и она                      | Him & Her                        | Он                                                |
| 2017      | с   | Врачи                          | Doctors                          | Пит Трекер (эпизод: «The Mole»)                   |
| 2017      | с   | Диванные детективы             | Armchair Detectives              | Дейл Коулман (эпизод: «The Jury's Out»)           |
| 2018      | с   |                                | The Shore                        | Адам                                              |
| 2019      | ф   |                                | Memories                         | Джон                                              |
| 2019      | с   | Королевы тайн                  | Queens of Mystery                | Нэйтан (эпизод: «Smoke & Mirrors: First Chapter») |
| 2019      | с   | Четыре свадьбы и одни похороны | Four Weddings and a Funeral      | Дункан (2 эпизода)                                |
| 2019      | с   | Зомбот!                        | Zomboat!                         | Джуд (5 эпизодов)                                 |
| 2020      | кор | Птица из гетто                 | Ghetto Bird                      | Билли                                             |
| 2020      | с   | Злоключения за границей        | Banged Up Abroad                 | Райан (эпизод: «Colombian Double Cross»)          |
| 2020—2021 | с   | Холлиокс                       | Hollyoaks                        | Джордж Кисс (70 эпизодов)                         |
| 2021      | с   |                                | Glow & Darkness                  | Фридрих VI (9 эпизодов)                           |
| 2022      | с   | Цветы на чердаке: Начало       | Flowers in the Attic: The Origin | Кристофер Фоксворт (2 эпизода)                    |
| 2022      | с   | Монарх                         | Monarch                          | Уэйд Стеллинг (7 эпизодов)                        |
| 2022      | с   |                                | History of A Pleasure Seeker     | Пит Бароль (пилотная серия)                       |
| 2025      | с   | One Piece. Большой Куш         | One Piece                        | Смокер (2 сезон)                                  |
| TBA       | с   | Колесо времени                 | The Wheel of Time                | Галад Траканд (3 сезон)                           |

### Музыкальные клипы
| Год  | Название      | Исполнитель   | Примечания |
| ---- | ------------- | ------------- | ---------- |
| 2017 | Mixed Signals | Робби Уильямс |            |